# Чорна металургія Японії

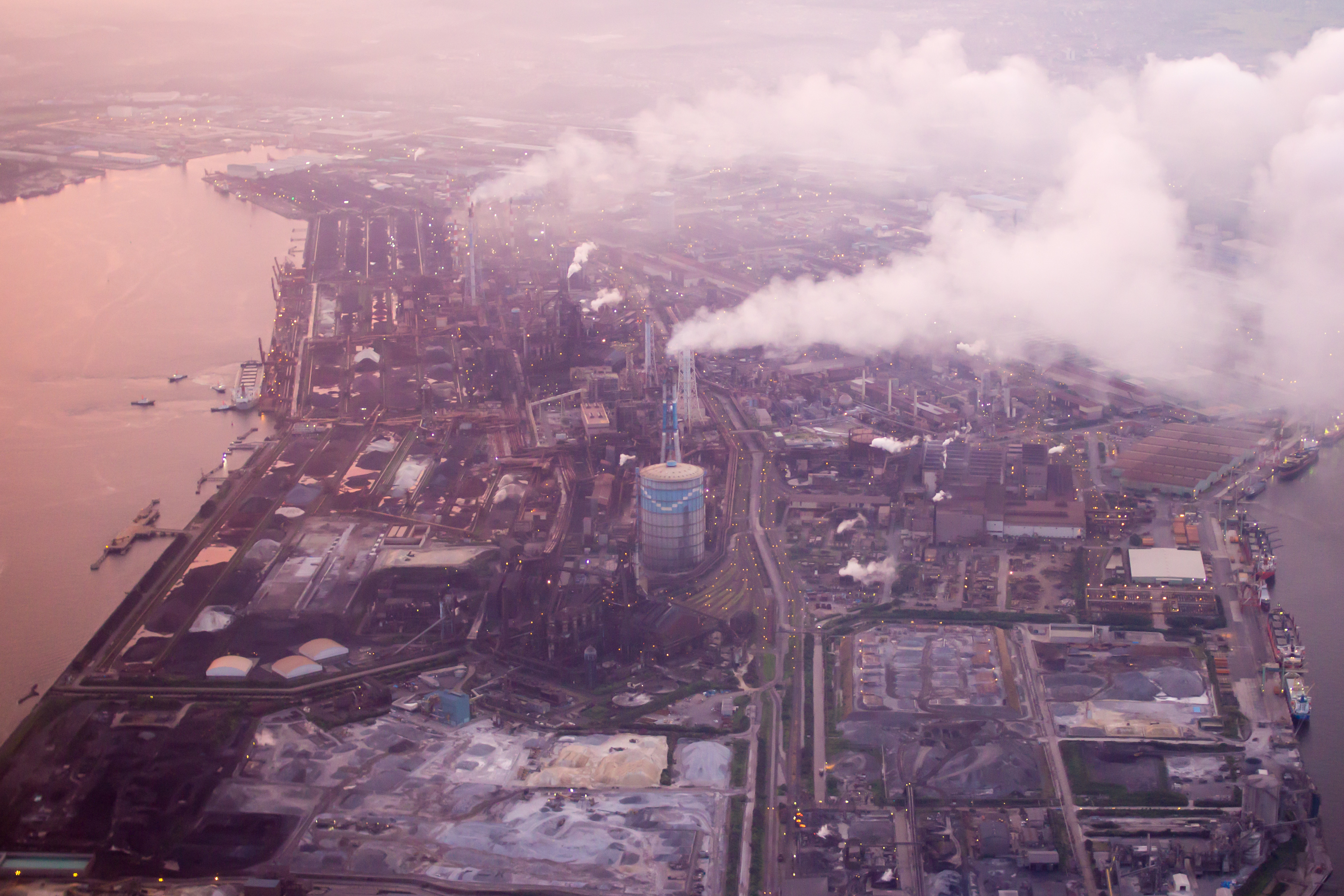
Металургійний комбінат Кіміцу, один з 11 великих металургійних комбінатів Японії.

Чорна металургія Японії — галузь обробної промисловості Японії. Добре розвинена у технічному, технологічному і у продуктивному плані. Вона є однією з ключових галузей у промисловості Японії, вона постачає матеріали та послуги багатьом іншим галузям, що є наріжним каменем японської економіки, від електроніки до будівництва та транспорту. Вироблена в країні сталь має великий внутрішній попит, крім того велика її кількість відправляється на експорт. Деякі з провідних галузей промисловості Японії у значній мірі залежать від сталі, включаючи будівництво, суднобудування, автомобілебудування, машинобудування і оборону.
Японія є одним з найбільших в світі виробників сталі. У 2023 році в Японії було вироблено 63 млн т чавуну, виплавлено 87,0 млн т сталі. За виробництвом чавуну і сталі Японія посідає 3 місце в світі (після Китаю і Індії), даючи 4,81 % світового виробництва чавуну і 4,6 % світового виробництва сталі. Для галузі характерною є надзвичайна залежність (протягом усього часу її існування) від імпортних сировини і палива через обмежені власні ресурси. Не дивлячись на це, Японія у 2-й половині 20 століття ввійшла в трійку світових лідерів з виробництва чавуну і сталі (разом з СРСР і США). Іншою особливістю галузі є значна її експортна орієнтація. У 2-й половині 20 століття Японія була основним світовим експортером металургійної продукції (поки її не обігнав Китай) і досі залишається великим експортером сталі (2-е місце в світі, 37 — 45 млн т сталі на рік, 37 млн т у 2023 році).
Розвиток чорної металургії на промисловому рівні розпочався в Японії у 2-й половині 19 століття. Він відіграв велику роль у перетворенні Японії наприкінці 19 століття з країни з феодальним суспільним ладом на країну з сучасним суспільством і розвиненою промисловістю та сприяв швидкому економічному загальному розвитку Японії у 2-й половині 20 століття. Інші основні японські галузі промисловості, такі як суднобудування, автомобілебудування, машинобудування та виробництво електроніки, розвивалися переважно на основі досягнень у чорній металургії.:1
Чорна металургія країни виробляє чавун, сталь, в тому числі в значній кількості — спеціальну, листовий і сортовий металопрокат, фасонні профілі, сталеву продукцію (зварні труби, ланцюги тощо), феросплави. Найбільш важливими центрами чорної металургії країни є міста Кітакюсю, агломерація міста Осака з групою прилеглих міст від Хімедзі на заході до Вакаями на південному сході, місто Нагоя, токійська агломерація (з головним центром Кавасакі) і міста Тіба, Муроран, Фукуяма, Міцусіма, Каміну, Касіма, Канаґава та інші.

## Історія

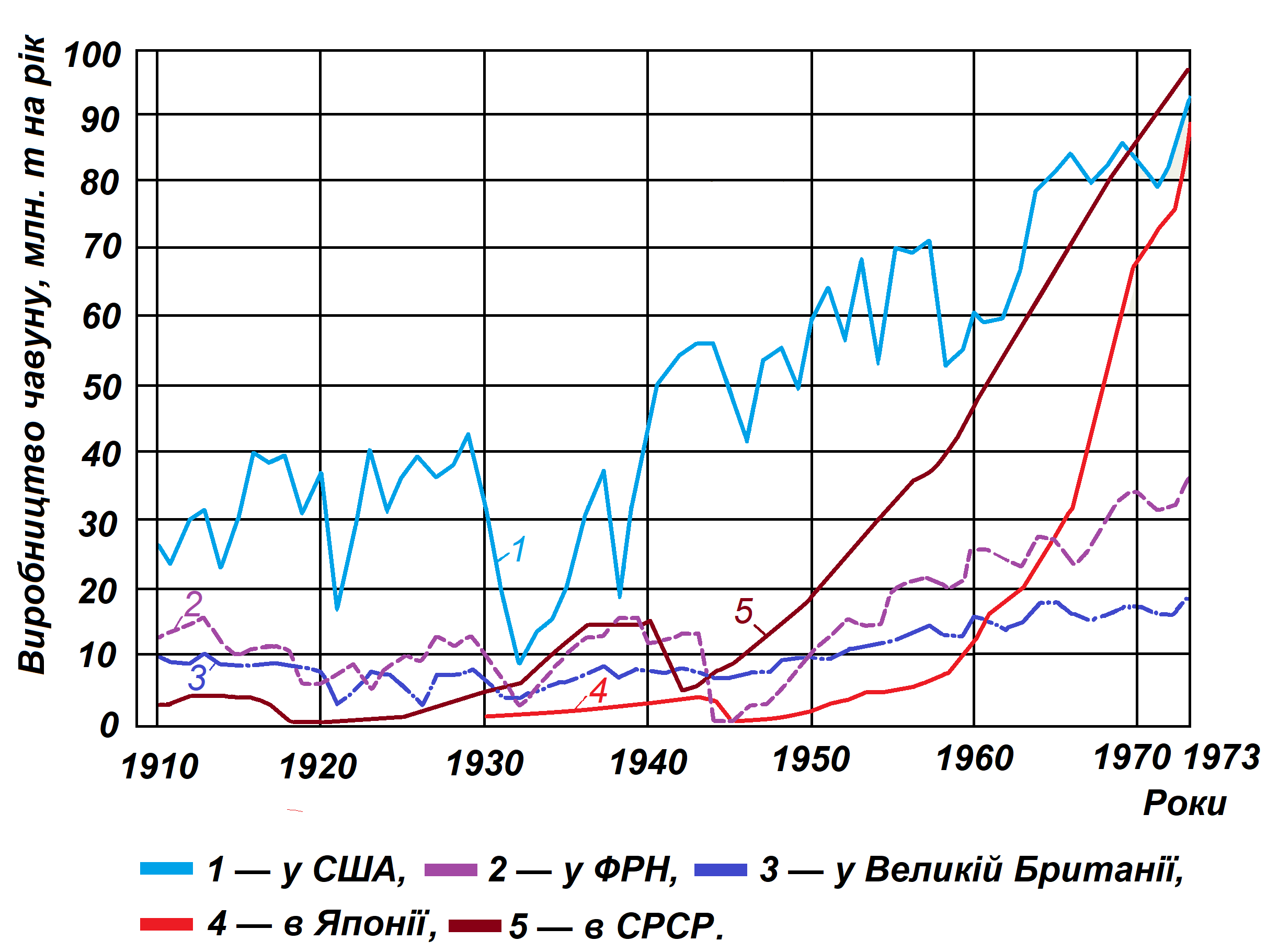
Виробництво чавуну в Японії у 1910—1973 роках (червона крива) у порівнянні з виробництвом в інших країнах з розвиненою чорною металургією.

Частка Японії у світовому виробництві сталі, у відсотках (зелений колір).

Перше виробництво і використання заліза на території Японії відноситься до 1 ст. н. е. Металургійні прийоми, пов'язані з одержанням заліза, проникли до Японії в ту епоху з Китаю через Корейський півострів. З 9 століття до середини 19 століття єдиним агрегатом для одержання чавуну і сталі на японських островах була традиційна піч татара. У печах такого типу у середині 19 століття виплавлялося кілька сот тонн сталі на рік. Сучасна металургія почала розвиватися з 2-ї половини 19 століття. Перші доменні печі західного зразка побудовано у 1854 (уділ Сацума) і 1857 (біля Камаїсі) роках. Перші металургійні заводи повного виробничого циклу західного зразка було побудовано у Накаосака (1874), Камаїсі (1880), Яваті (Яхаті, 1901). Перші заводи будувалися з залученням іноземних фахівців з Британії і Німеччини і з використанням іноземного обладнання.
Чорна металургія Японії планомірно розвивалася у 1900—1943 роках. З 1910 по 1943 роки виробництво сталі в країні зростало у 2 рази кожні 5 років, досягнувши 9,675 млн т у 1943 році, під час Другої світової війни (разом з заводами у залежних Кореї і Маньчжурії). Наприкінці війни чорна металургія занепала. У 1946 році було виплавлено лише 218 тис. т чавуну і 560 тис. т сталі. В той час мало хто вірив у подальший розвиток чорної металургії країни. Однак, вже найближчим часом вона почала відроджуватися, збільшувалося виробництво. У 1950 році побудовано перший після війни великий металургійний завод Тібе компанії Кавасакі Стіл, за яким сталося будівництво великих металургійних заводів іншими компаніями. Виробництво чавуну і сталі знову зростало у 2 рази кожні 5 років. і виробництво сталі досягло рекордних 119 млн т у 1973 році. У 1960-х — 1970-х роках Японія входила у трійку найбільших виробників сталі у світі (разом з СРСР і США). Після розпаду СРСР, у 1991—1996 роках Японія посідала 1-е місце в світі за виробництвом сталі. У 2007 році було виплавлено 120 млн т сталі — вперше перевищено рекорд країни 1973 року.

## Загальні дані
Основу галузі складають 11 великих металургійних комбінатів повного виробничого циклу — Муроран, Касіма, Кіміцу, Нагоя, Вакаяма, Явата, Ойта, Західно-Японський комбінат, Східно-Японський комбінат, Куре, Какогава. До 2013 року серед великих комбінатів повного циклу був і комбінат Кобе, однак з того року на ньому зупинено домені печі і заявлено про припинення доменного виробництва (станом на 2025 рік доменні печі не демонтовано). Чорна металургія Японії характеризується великим рівнем концентрації виробництва. Більшість великих підприємств галузі має потужності для виробництва понад 10 млн т сталі і готової продукції на рік. Комбінати мають власне коксівне виробництво. Всі вони розташовані на узбережжі країни, окремі комбінати розташовані на штучних островах (півостровах). Сировина доставляється на комбінати переважно морським транспортом, експорт продукції здійснюється так само морським транспортом.
| територія Явати Тобата                   | територія Явати Кокура                          | Підрозділ Ойта                                  | Муроран                                 |
| Підрозділ Явата                          |                                                 | Підрозділ Ойта                                  | Муроран                                 |
| Комбінат Кюсю                            |                                                 |                                                 | Муроран                                 |
| Какогава                                 | Розташування металургійних комбінатів в Японії. | Розташування металургійних комбінатів в Японії. | Нагоя                                   |
| Куре                                     | Розташування металургійних комбінатів в Японії. | Розташування металургійних комбінатів в Японії. | Кіміцу                                  |
| Касіма                                   | Розташування металургійних комбінатів в Японії. | Розташування металургійних комбінатів в Японії. | Вакаяма                                 |
| Підрозділ Фукуяма                        | Підрозділ Курасікі (Мідзусіма)                  | Підрозділ Кейхін                                | Підрозділ Тіба                          |
| Західно-Японський металургійний комбінат | Західно-Японський металургійний комбінат        | Східно-Японський металургійний комбінат         | Східно-Японський металургійний комбінат |

Один з найяскравіших прикладів комбінату, збудованого на штучному острові — колись найбільший в країні комбінат Фукуяма (тепер в складі Західно-Японського металургійного комбінату) на березі Внутрішнього Японського моря, споруджений на намивній території площею 900 га. Він спланований таким чином, що весь технологічний процес «вміщується» між причалами, які отримують сировину та паливо, і причалами, що відправляють готову продукцію. Початкова потужність Фукуями становила 16 млн т сталі на рік, у 2023 році комбінат виплавив 10,3 млн т сталі.

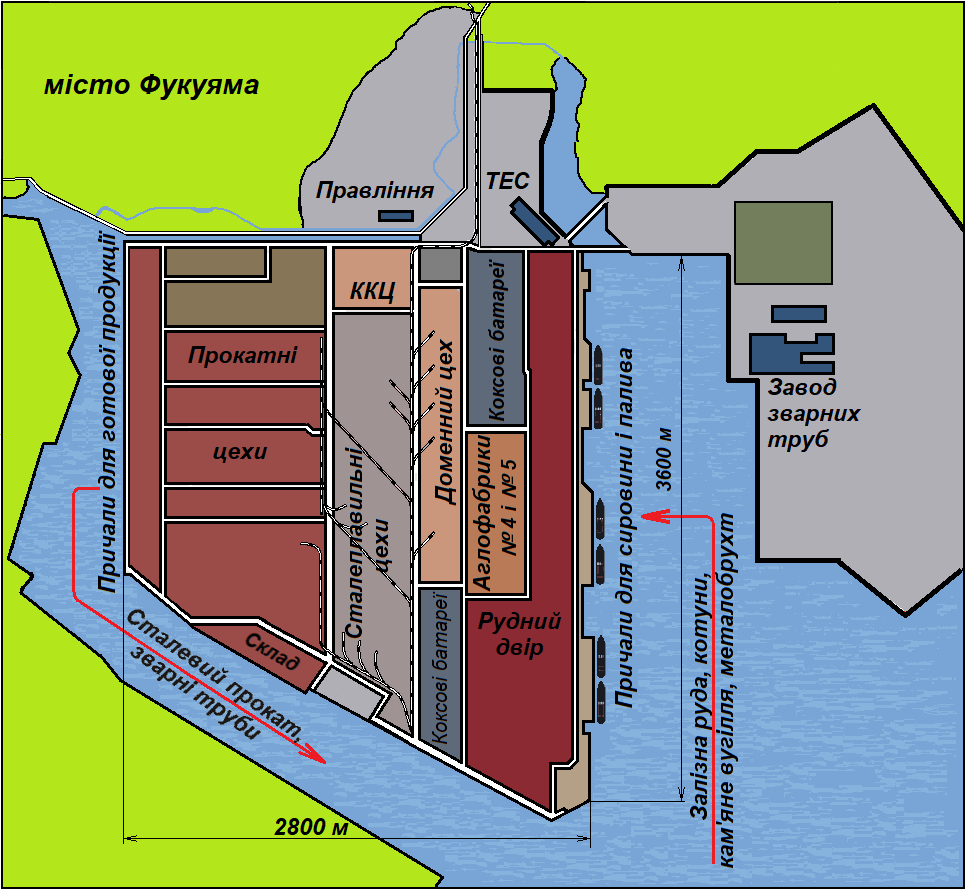
Комбінат Фукуяма, що розташований на штучному острові, у 2025 році. Розташування окремих цехів і кількість деяких агрегатів частково відрізняються від первісного стану.

Окрім комбінатів з повним виробничим циклом в Японії є помітна кількість металургійних заводів неповного виробничого циклу, що переплавляють металобрухт у електросталеплавильних печах і випускають різноманітний прокат. За кілька десятиліть наприкінці 20 — початку 21 століття на окремих великих металургійних заводах було припинено доменне виробництво і таким чином перетворено їх на заводи неповного виробничого циклу. Серед таких заводів — Камаїсі (1988), Сакай (1990?), Хірохата (1993), Фунаматі, Накаяма (2002), Кобе (2017).
В трійку провідних компаній-виробників сталі в Японії у 2021 році входили Nippon Steel Corp. (49,5 млн тонн), JFE Steel (26,9 млн тонн) та Kobe Steel Ltd. (6,75 млн тонн). Nippon Steel Corp. посідала 4 місце в світі за виробництвом сталі. У 2021 році в Японії було вироблено 22,4 млн тонн спеціальної сталі. Внутрішнє споживання та експорт спеціальної сталі склали 12,1 млн тонн та 4,85 млн тонн відповідно. У 2021 році найбільшим споживачем продукції зі спеціальної сталі було вітчизняне автомобілебудування (на частку якого припадало 36,8 % споживання), за ним йшло виробництво промислової техніки та обладнання (13,4 %). Щодо сталі звичайної якості, провідним споживачем був будівельний сектор, на який припадало 27,1 %, за ним йшли автомобілебудування (19,1 %), суднобудування (6,9 %) та сектор промислового машинобудування та обладнання (4,1 %); 31,3 % продано заводами торговцям сталлю.
Щорічне споживання сталі всередині країни становить 53,3 млн т, або 432,5 кг на душу населення (6 місце в світі).

## Експорт і імпорт продукції
У 2024 році Японія експортувала чорних металів у вигляді напівпродуктів на суму 27,37 млрд доларів, що становило 3,9 % від її загального експорту (707,39 млрд доларів). Крім того, експортувала сталевих виробів (сюди можуть відноситись зварні труби, ланцюги і таке інше) на суму 9,14 млрд доларів, що становило 1,4 % від всього експорту. Разом — 36,51 млрд доларів, або 5,3 % всього експорту. Для порівняння, у 2020 році експорт чорних металів і виробів з них було здійснено на суму 31, 7 млрд доларів. П'ятьма найбільшими імпортерами японських металів на основі заліза і виробів з них були Південна Корея (19 % вартості експорту), Китай і В'єтнам (по 14 %), Таїланд (9,6 %) і Тайвань (8,6 %).
Імпорт чорних металів та виробів з них у 2021 році оцінився в 16,4 млрд доларів (загальний обсяг імпорту становив 9,43 млн тонн).

## Статистичні данні
| Залізна руда | Вид.  | 0,9272     | 2,8092     | 1,5743         | 0,4773        | 0,0343           | 0,0015         | —        |              |  |
| Залізна руда | Імп.  | 1,6        | 10,5       | 103,090 (83,0) |               | 125,290          | 122            |          |              |  |
| Залізна руда | Експ. |            |            | 0,005          | —5            | —5               | 0,078          |          |              |  |
| Вугілля (у тому числі коксівне вугілля) | Вид.  |            | 51 (5,7)   | 19 (11,9)      |               | 8,263 (0,111)    | 3,126 (н.д.)   | 1 (н.д.) | 0,772 (н.д.) |  |
| Вугілля (у тому числі коксівне вугілля) | Імп.  | н.д. (0,8) | н.д. (5,7) | н.д. (11,9)    |               | 107,517 (67,558) | 142,335 (н.д.) |          |              |  |
| Вугілля (у тому числі коксівне вугілля) | Експ. |            |            |                |               | 0,002 (н.д.)     | 0,001 (н.д.)   |          |              |  |
| Кокс | Вир.  |            |            |                |               | 46,067           | 38,394         | 37,447   | 29,767       |  |
| Кокс | Імп.  |            |            |                |               | 0,327            | 2,693          |          |              |  |
| Кокс | Експ. |            |            |                |               | 1,731            | 2,611          |          |              |  |
| Чавун | Вир.6 | 2,286      | 12,341     | 68,048         | 87,023        | 80,229           | 81,071         | 82,283   | 61,600       |  |
| Чавун | Імп.  | н.д.       | н.д.       | 2,854          |               | 3,283            | 0,9            |          |              |  |
| Чавун | Експ. | н.д.       | н.д.       |                | 0,005 (1,085) | 0,024            | 0,224          |          |              |  |
| Феросплави | Вир.  |            |            |                |               | 1,132            | 0,917          | 0,893    | 0,761        |  |
| Феросплави | Імп.  | н.д.       | н.д.       |                |               | 1,362            | 1,351          |          |              |  |
| Феросплави | Експ. | н.д.       | н.д.       |                |               | 0,018            | 0,175          |          |              |  |
| Залізо прямого віднов- лення | Вир.  | -          |            |                |               | —                | —              |          |              |  |
| Залізо прямого віднов- лення | Імп.  | -          |            | 0,041          |               |                  |                |          |              |  |
| Залізо прямого віднов- лення | Експ. | -          |            |                | 0,008         |                  |                |          |              |  |
| Сталь | Вир.  | 4,838      | 22,138     | 93             | 111,372       | 110,339          | 106,444        | 109,6    | 83,186       |  |
| Сталь | Імп.  | н.д.       |            | 0,080          |               |                  |                |          |              |  |
| Сталь | Експ. | н.д.       |            |                |               |                  |                |          |              |  |
| Метало- прокат | Вир.  |            | 16         | 68             |               |                  |                |          |              |  |
| Метало- прокат | Імп.  |            |            |                |               |                  |                |          |              |  |
| Метало- прокат | Експ. |            |            |                |               |                  |                |          |              |  |
| Позначення. Вид. — видобуток, Вир. — виробництво, Імп. — імпорт, Експ. — експорт. Примітки. 1. У окремих джерелах дані подано у довгих тоннах, коротких тоннах, тут вони переведені у метрічні тонни. 2. Включаючи залізний пісок: 0,101 т у 1950 році, 1,369 млн т у 1960. 3. Крім того, в ці роки було одержано концентрати піритних недопалків (50 % заліза і більше), млн. т: 1970 рік — 1,906, 1980 — 0,318, 1990 —210, 4. Крім того, експортовано 12794 т піритних недопалків. 5. Експорт 1980 році — 99 т, у 1990 році — 45 т. 6. Чавун разом з доменними феросплавами. |       |            |            |                |               |                  |                |          |              |  |

| Рік                                    | 2000  | 2001  | 2010  | 2020 | 2024 |
| Виробництво, т                         | 106,4 | 102,9 | 109,6 | 83,2 | 84,0 |
| Киснево-конверторне виробництво, %     |       | 72,4  | 78,2  | 74,6 | 73,8 |
| Електро- сталеплавильне виробництво, % |       | 27,6  | 21,8  | 25,4 | 26,2 |
| Частка сталі, розлитої на МБЛЗ, %      | 97,3  | 97,3  | 98,2  | 98,4 | 99,1 |

| Рік                                      | 1975 | 1980 | 1990 | 2000 | 2001 | 2010 | 2020 |
| Кількість робітників, тис. осіб          | 447  | 380  | 305  | 197  | 195  | н.д. | н.д. |
| Виробництво сталі на одного робітника, т | н.д. | 200  | 360  | н.д. | 520  | н.д. | н.д. |

| Рік                                    | 2000 | 2005  | 2010  | 2015  | 2020  | 2024  |
| Споживання сталі, млн. т               |      | 76,7  | 63,8  | 62,9  | 52,6  | 51,4  |
| Споживання сталі на душу населення, кг |      | 601,6 | 502,9 | 497,3 | 415,7 | 419,0 |

## Сировинна база
Не дивлячись на величезні розміри чорної металургії Японії, сировинна база її невелика і, відтак, відчизнянний видобуток корисних копалин порівняно незначний. Переважна більшість сировини, необхідної для галузі, імпортується з інших країн. Довозяться залізна руда і коксівне вугілля. Вапняк, на який відносно багата країна, надходить з місцевих родовищ.

### Залізні руди
Родовища руд невеликі (Камаїсі у північній частині острова Хонсю та інші). У 1976 році запаси запаси залізної руди в Японії оцінювалися у 280 млн т, марганцевої руди — 5,4 млн т, хромітів — 1,0 млн т. У 2023 році імпорт залізної руди становив 104,2 млн т, або 100 % використаної руди. Залізні руди довозяться головним чином з Австралії і Бразилії. У 2021 році Японія імпортувала залізної руди у кількості 113 млн т на суму 18 млрд доларів. Японія імпортує як залізні руди так і продукт її переробки — котуни.
У 1-й половині 20 століття видобуток залізної руди, як правило, не перевищував 0,5 млн т, хоча виробництво чавуну вже складало кілька мільйонів тонн. В роки Другої світової війни видобуток руди значно зріс, досягнувши рекордних 4,376 млн т у 1944 році. Таке зростання видобутку було пов'язане з припиненням постачання залізної руди з-за кордону. Ніколи більше в Японії не видобувалося руди більше, ніж у 1944 році.[джерело?] У післявоєнний час видобувалося до 2,809 млн т, що було набагато менше потреб країни. В подальшому видобуток руд падав.
До початку Другої світової війни протягом багатьох років залізна руда потрапляла до Японії з підконтрольних їй Північного Китаю і Маньчжурії. Після війни доступу до покладів у тих місцевостях вже не було, Японія у 1940-х 1950-х, під час відродження її чорної металургії, перейшла на імпорт руди з Філіппін, західної Малайзії і Індії. Однак з різних причин вони не могла забезпечити зростаючий попит Японії у руді і Японія почала імпорт з Північної Америки. У 1965 році експортувала з Індії, Малайзії, Чилі і Перу. У 1970 році основні постачальники залізної руди були Австралія (36,597 млн т), Індія (16,522 млн т), Чилі (9,786 млн т).
Крім того, в Японії у 2-й половині 20 століття вироблялося до 1,5 млн т піритних, або колчеданових, недопалків, що є продуктом опалу сірчаного колчедану FeS2 при виробництві сірчаної кислоти. Японія мала великі поклади сірчаного колчедану. До 1994 року використовували, коли було 160 тис. т піритних недопалків.на рік до Другої світової війни і 2,809 млн т у післявоєнний час.
Експорт залізних руд і піритних недопалків з Японії був надзвичайно малий, наприклад у 1970 році — 5 тис. т (Сингапур) і 12794 т піритних недопалків (Корея), 1973 — 2 т в Індонезію, 1980 — 99 т (Гонконг, Тайвань), 1990 — 45 т (Корея).
Котуни надходили у кількості 10 млн т з Австралії, з родовища Брокен. Гематитові і гематито-лимонітові руди.
Вже у 1980-х роках видобуток впав, становлячі менше 10 %, і у 1990-х роках впав майже повністю. Видобуто залізної руди 1970—1574, 1973—1007, 1975—726, 1980—477, 1985—338, 1986—291, 1987—266, 1988 — 97, 1989 — 41, 1990 — 34, 1991 — 31, 1992 — 40, 1993 — 11, 1994 — 3. Видобуток залізної руди поступово впав з 2-3 сотень тисяч тонн до 3-5 тисяч тон у 1990-х роках. https://search.library.wisc.edu/digital/AHS5TDTWZOD2N59E/pages/ANBD3YCBIPYU628A https://d9-wret.s3.us-west-2.amazonaws.com/assets/palladium/production/mineral-pubs/iron-ore/340494.pdf
Основними постачальниками залізних руд і концентратів є Австралія (52 % японського імпорту залізної руди і концентратів), Бразилія (30 %), Канада (7,2 %), Південна Африка (3,6 %) і Індія (2 %) (дані 2003 року).

### Вугілля і кокс
Японія має деякі власні запаси вугілля, але їх недостатньо для задоволення її потреб, особливо у коксівному вугіллі. У 2011 році запаси вугілля в Японії оцінювалися у 773 млн т. Японія посідає 43 місце у світі за підтвердженими запасами вугілля. Коксівного вугілля мало. Поклади вугілля зосереджені на Хокайдо і Кюсю. У 2020 році Японія була третім у світі імпортером вугілля (після Китаю та Індії) та імпортувала 160 млн тонн бітумінозного вугілля, 5,4 млн тонн антрацитового вугілля та 8,2 млн тонн інших видів вугілля (включаючи брикети), з яких у чорній металургії було використано 4,72 % від загального обсягу поставок. Коксівне вугілля надходить переважно з Австралії, США і Канади. У квітні 1991 року в Японії припинився видобуток коксівного вугілля.

### Вапняк
Вапняк є помітним виключенням серед копалин, оскільки Японія має великі поклади його і забезпечує галузь вапняком з власних родовищ. Видобуток вапняку широко поширений по всьому Японському архіпелагу. Видобуток вапняку в Японії у 2020 році становив 132 млн тонн. Станом на листопад 2020 року в Японії працювало 220 вапнякових кар'єрів, з яких 20 кар'єрів давали 82,1 % внутрішнього видобутку вапняку. У 2020 фінансовому році 12 % вапняку, видобутого в Японії та відвантаженого для споживання, було використано у чорній металургії. У 2011 році запаси вапняку в Японії оцінювалися у 40400 млн. т., доломіту — у 913 млн т.

## Наука і підготовка кадрів
Підготовку японських фахівців з металургії заліза було розпочато у 1879 році, викладання тоді велося іноземними фахівцями англійською мовою. У 1893 році в інженерному коледжі Імператорського університету, заснованому у 1886 році, відкрито кафедру металургії і гірничої справи. :102 У перші десятиліття 20 століття значну роль у підготовці фахівців і кваліфікованих робітників відіграв найбільший в країні державний завод Явата, що запроваджував курси при заводі, видавав підручники.
Якщо при виникненні і на початку 20 століття японська металургія переймала західні технології у готовому вигляді, то пізніше з'явилися власні наукові дослідження.
У 1911 році в Університеті Тохоку було засновано Інститут дослідження заліза та сталі, пізніше відомий як Інститут дослідження металів, перший державний дослідницький інститут металів, який став центром досліджень металів у Японії.:103
Проблемами чорної металургії займається Інститут заліза і сталі, заснований 1915 року, який видає журнал «Чавун і сталь» (яп. 鉄と鋼 — Тецу то тагане), що зараз вважається найкращим академічним та практичним журналом для інженерів з чорної металургії. :99
Дослідженням та розвитком розробок займаються й металургійні компанії Японії. При великих корпораціях є власні дослідницькі центри. До досліджень компаній залучаються провідні універсітети країни. У 1990-х роках витрати провідних корпорацій на ці цілі становили 2,5 — 3 % від обороту.

## Регулюючі органи
На зорі зародження чорної металургії Японії та у 1-й половині і в середині 20 століття чорна металургія країни в значній мірі регулювалася державою. Спочатку чорна металургія підпорядковувалася Міністерству сільського господарства та торгівлі, з
вона контролювалася Міністерством сільського господарства та торгівлі. У 1-й половині 20 століття Міністерство торгівлі і промисловості давало дозволи на будівництво доменних печей.
У роки війн, з 1937 по 1945 роки держава в різний спосіб регулювала розподіл дефіцитної сировини і палива та визначала яку продукцію випускати, знижуючи, наприклад, виробництво для цивільних цілей. Таким чином, споживання сталі, як і виробництво, було поставлено під державний контроль.15
Для управління воєнною економікою японський уряд та чорна металургія намагалися створити нову економічну систему, яка мала на меті замінити існуючий ринковий механізм. розподілі обмежених ресурсів галузі. Для контролю за галуззю було створено напівдержану корпорацію Japon Steel. Монополії.
В наш час (2025) чорна металургія Японії перебуває під контролем Міністерства торгівлі і промисловості.

## Міжнародна діяльність
З 2-ї половини 20 століття японські металургійні компанії приймали учать у будівництві металургійних заводів закордоном. Пізніше вони інвестували або купували заводи за кордоном, наприклад, в Індії чи Таїланді, де виробництво ближче до споживання, а екологічні обмеження нижчі. Розглядаються також можливості купівлі металургійних заводів у США.
Окремі технології впроваджуються закордоном, зокрема у США. Наприклад, у 2010 році в США у місті Гойт-Лейкс (Міннесота) почав роботу завод Mesabi Nugget з виробництва чавунних гранул процесом ITmk3, розробленим компанією «Кобе сейко-сьо» у 1990-х роках.

## Об'єкти чорної металургії, перетворені на музейні експонати

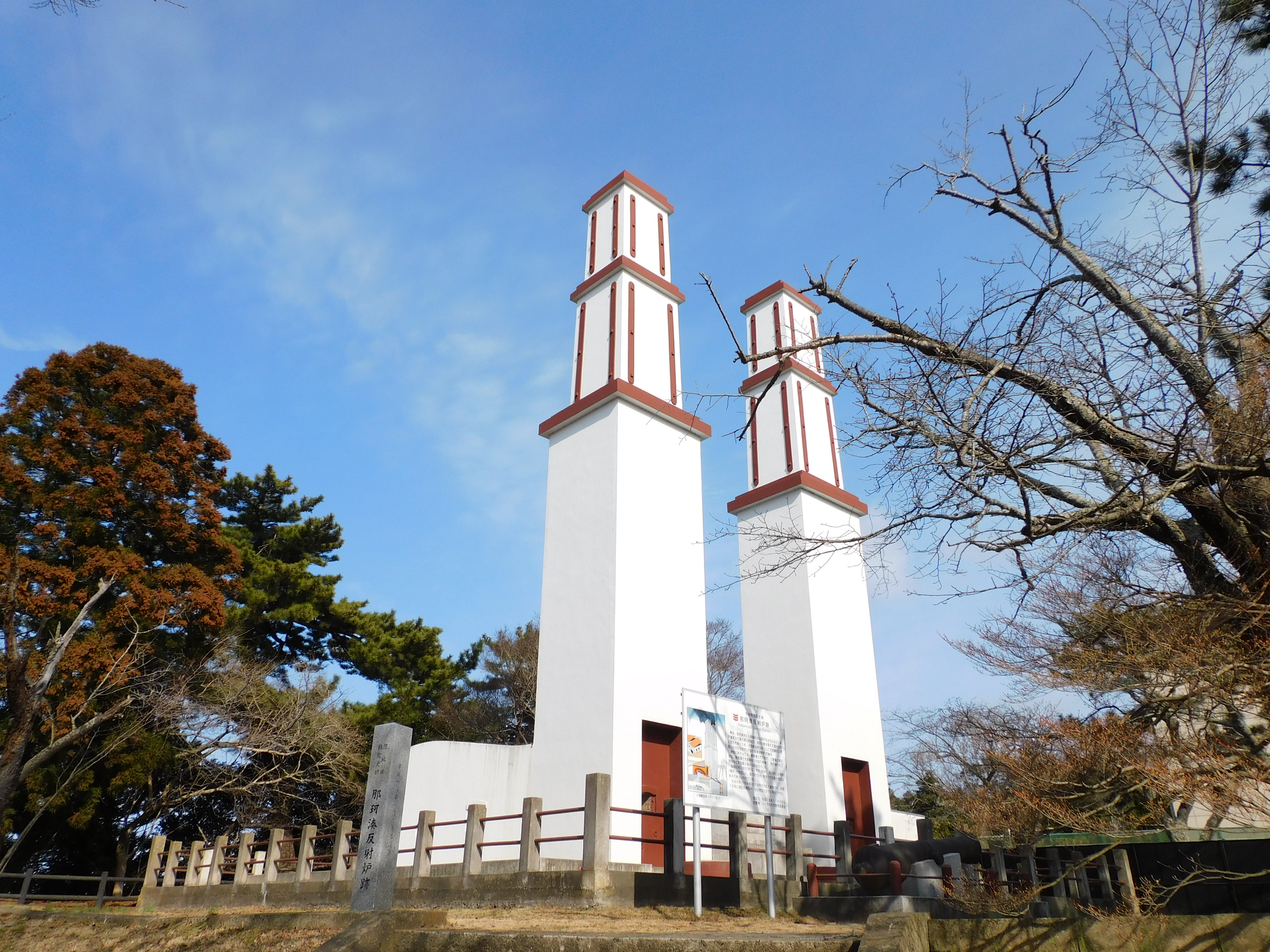
Відбивні печі уділу Міто, тепер місто Хітаті-Нака. Побудована на гроші сьогунату Едо. Середина 19 століття.

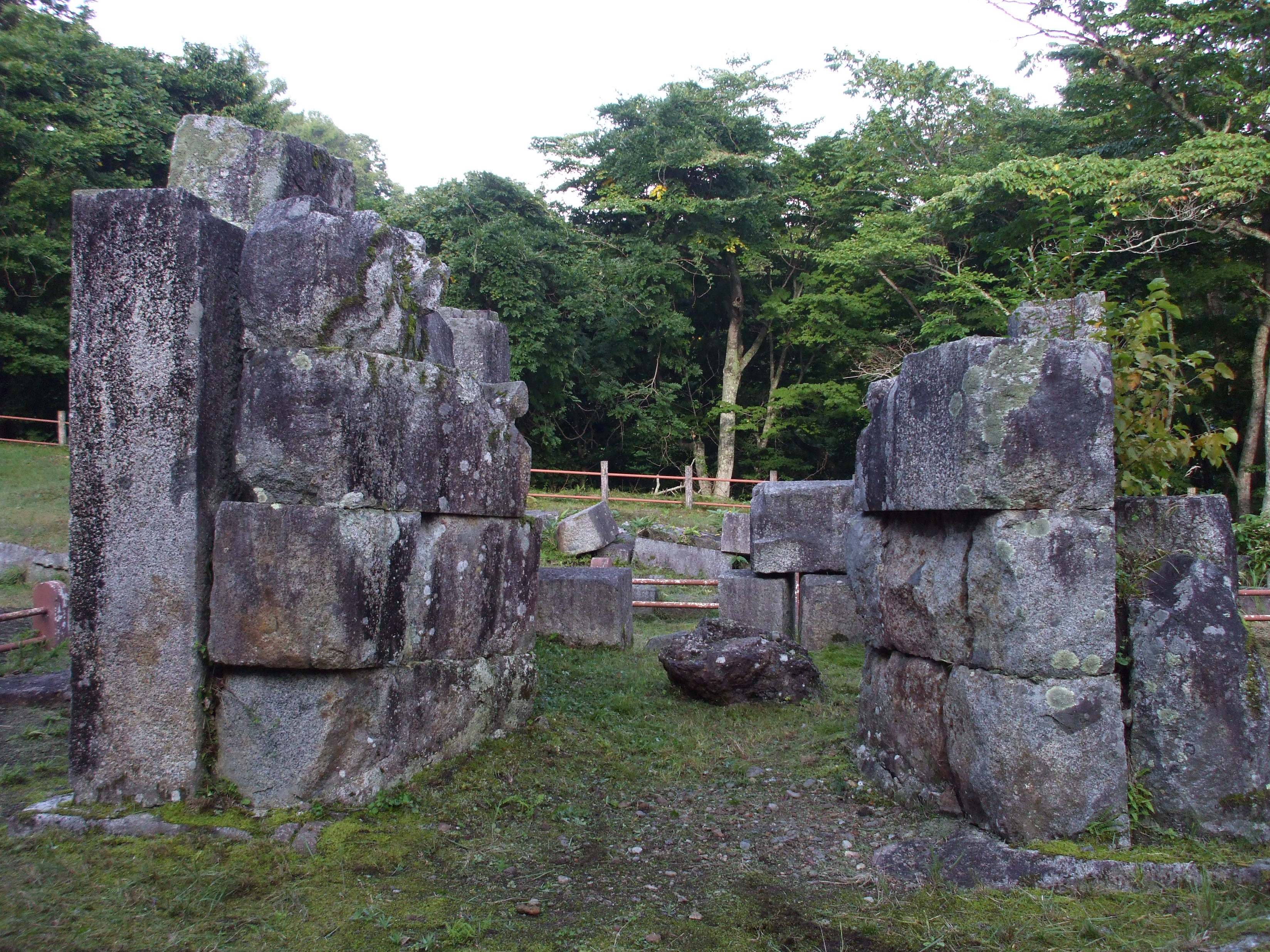
Залишки доменної печі № 3 у Хасіно, однієї з найперших в Японії доменних печей західного зразка. 1850-і роки.

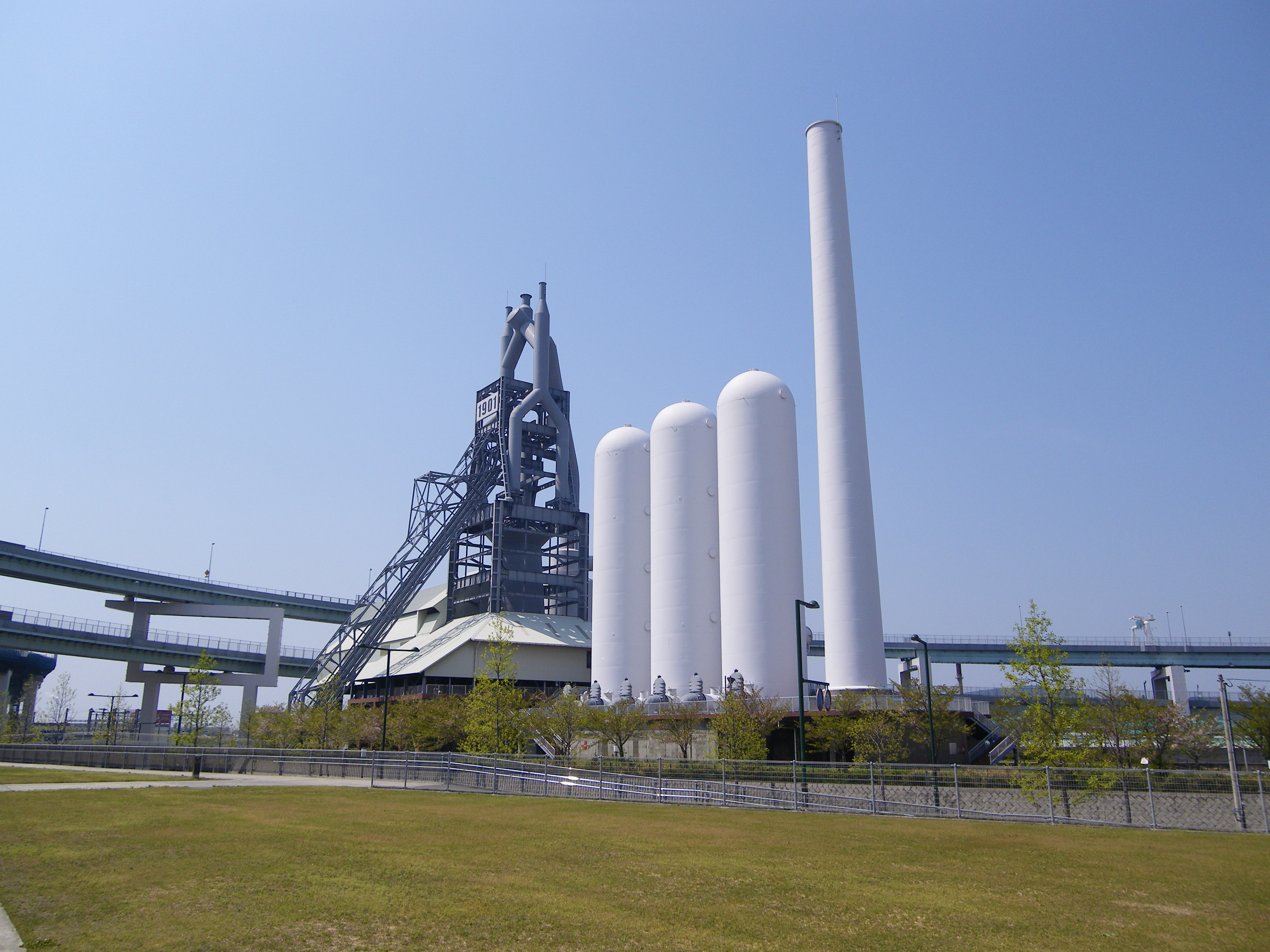
Доменна піч заводу Явата в місті Явата (з 1963 року в складі Кітакюсю) — на початку 20 століття найбільшого заводу Японії. Данна піч була в експлуатації з 1901 по 1970-і роки.

Окремі металургійні підприємства Японії різних епох перетворено на пам'ятки історії промисловості. Деякі з них набули статусу спадщини промислової модернізації (яп. 近代化産業遺産), що надається Міністерством економіки і промисловості Японії, і перебувають під державною охороною. У 2015 році 8 колишніх промислових об'єктів, серед яких є колишні об'єкти чоної металургії, було оголошено Об'єктами промислової революції періоду Мейдзі і вони є об'єктами Світової спадщини ЮНЕСКО. Серед них — відбівні печі, побудовані у 1855 і 1857 роках за західними зразками. Їх зруйнували у 1864 році під час місцевого повстання. Реставровані у 1937 році. Незважаючи на те, що вони були зруйновані під час повстання Тенгу, так і не зумівши повноцінно працювати, багато дослідників вважають їх важливим початком сталеплавильної промисловості в Японії, оскільки вони стала прямим поштовхом для розвитку шахти Камаїсі та будівництва першої в Японії нормально працюючої доменної печі західного зразка Хасіно.